# Setosphaeria prolata
Setosphaeria prolata är en svampart som beskrevs av K.J. Leonard & Suggs 1974. Setosphaeria prolata ingår i släktet Setosphaeria och familjen Pleosporaceae.   Inga underarter finns listade i Catalogue of Life.